# La Ferrière-Béchet
La Ferrière-Béchet és un municipi francès situat al departament de l'Orne i a la regió de Normandia. L'any 2007 tenia 208 habitants.

## Demografia

### Població
El 2007 la població de fet de La Ferrière-Béchet era de 208 persones. Hi havia 80 famílies de les quals 20 eren unipersonals (16 homes vivint sols i 4 dones vivint soles), 24 parelles sense fills, 32 parelles amb fills i 4 famílies monoparentals amb fills.
La població ha evolucionat segons el següent gràfic:
Habitants censats

### Habitatges
El 2007 hi havia 103 habitatges, 85 eren l'habitatge principal de la família, 16 eren segones residències i 3 estaven desocupats. 101 eren cases i 1 era un apartament. Dels 85 habitatges principals, 66 estaven ocupats pels seus propietaris, 16 estaven llogats i ocupats pels llogaters i 3 estaven cedits a títol gratuït; 7 tenien dues cambres, 11 en tenien tres, 22 en tenien quatre i 45 en tenien cinc o més. 59 habitatges disposaven pel capbaix d'una plaça de pàrquing. A 36 habitatges hi havia un automòbil i a 43 n'hi havia dos o més.

### Piràmide de població
La piràmide de població per edats i sexe el 2009 era:
| Homes | Edats   | Dones |
| ----- | ------- | ----- |
| 0     | 95 o +  | 0     |
| 0     | 90 a 94 | 0     |
| 0     | 85 a 89 | 0     |
| 0     | 80 a 84 | 0     |
| 4     | 75 a 79 | 12    |
| 0     | 70 a 74 | 0     |
| 8     | 65 a 69 | 4     |
| 0     | 60 a 64 | 4     |
| 12    | 55 a 59 | 4     |
| 4     | 50 a 54 | 0     |
| 8     | 45 a 49 | 8     |
| 4     | 40 a 44 | 0     |
| 4     | 35 a 39 | 4     |
| 4     | 30 a 34 | 4     |
| 16    | 25 a 29 | 4     |
| 4     | 20 a 24 | 4     |
| 8     | 15 a 19 | 0     |
| 12    | 10 a 14 | 4     |
| 4     | 5 a 9   | 4     |
| 8     | 0 a 4   | 0     |

## Economia
El 2007 la població en edat de treballar era de 134 persones, 107 eren actives i 27 eren inactives. De les 107 persones actives 99 estaven ocupades (56 homes i 43 dones) i 8 estaven aturades (4 homes i 4 dones). De les 27 persones inactives 13 estaven jubilades, 6 estaven estudiant i 8 estaven classificades com a «altres inactius».

### Ingressos
El 2009 a La Ferrière-Béchet hi havia 84 unitats fiscals que integraven 216 persones, la mediana anual d'ingressos fiscals per persona era de 17.667 €.

### Activitats econòmiques
Dels 5 establiments que hi havia el 2007, 1 era d'una empresa de construcció, 1 d'una empresa de comerç i reparació d'automòbils, 1 d'una empresa d'informació i comunicació, 1 d'una empresa de serveis i 1 d'una empresa classificada com a «altres activitats de serveis».
L'únic servei als particulars que hi havia el 2009 era un paleta.
L'any 2000 a La Ferrière-Béchet hi havia 6 explotacions agrícoles.

## Poblacions més properes
El següent diagrama mostra les poblacions més properes.